# シチリア王国

シチリア王国
Regnum Siciliae (ラテン語)
Regnu di Sicilia (シチリア語)
Regno di Sicilia (イタリア語)

国の標語: Animus Tuus Dominus（ラテン語）
あなたの心はあなたのもの
シチリア王国の位置（1190年）

シチリア王国（シチリアおうこく、ラテン語: Regnum Siciliae, イタリア語: Regno di Sicilia）は、中世から近世にかけて、シチリア島やイタリア半島南部を支配した王国である。現在は、その領域はほぼイタリア共和国領の一部となっている。

## 歴史

### ノルマン・シチリア王国の成立
11世紀半ば、フランスのノルマンディー地方から兄弟と共にイタリアにやってきたノルマン人の騎士ロベルト・イル・グイスカルドは東ローマ帝国領だった南イタリアを占領した。1071年、弟のルッジェーロ1世はシチリア全島を占領した。この功によりルッジェーロ1世はロベルトからシチリア伯位 (en) を与えられた。
1130年2月、教皇ホノリウス2世が死去すると２人の後継教皇が擁立されたが、ルッジェーロ1世の同名の息子ルッジェーロ2世は、このうち対立教皇アナクレトゥス2世に支援を約束する。これによりローマをおさえたアナクレトゥス2世は、同年9月に彼のシチリア王位を認める教皇勅書を発し、ルッジェーロ2世はクリスマスの日にパレルモで戴冠した。オートヴィル朝（俗に言うノルマン朝）シチリア王国の成立である。
1189年、シチリア王グリエルモ2世が後継者なく死去すると、その叔母にあたるコスタンツァとその婿・神聖ローマ皇帝ハインリヒ6世がはじめ後継候補となった。だが外国の支配を嫌った臣下たちは、王の従兄（伯父ルッジェーロ3世の庶子）にあたるレッチェ伯タンクレーディを新王に推した。皇帝の勢力に南北から挟まれることを嫌った教皇クレメンス3世もこれを支持し、タンクレーディが王位につくが、彼はまもなく1194年に死んでしまう。王位はその幼少の息子グリエルモ3世に渡ったが、皇帝ハインリヒ6世はこれに反対して侵攻、同年の内にパレルモを制圧してしまう。オートヴィル朝はここで終焉を迎えた。

### ホーエンシュタウフェン朝
妻コスタンツァがオートヴィル家のルッジェーロ2世の娘であることによって、ホーエンシュタウフェン家の皇帝ハインリヒ6世はシチリア王国の共同王位の座を獲得した（シチリア王としての名はエンリーコ）。だが彼はそれから間もなく、1197年に死去する。幼少の息子フェデリーコがシチリア国王となり、母コスタンツァはその摂政となったが、彼女もまた翌年世を去った。
1220年、フェデリーコは神聖ローマ皇帝フリードリヒ2世（シチリア国王としてはフェデリーコ1世）になったが、シチリア育ちのフェデリーコはローマ王というよりシチリア王であり、ノルマン朝の後継者であった。この当時、シチリア王国はヨーロッパの中でも先進的な強国と見られていた。フェデリーコはイタリア半島の支配に乗り出したり、十字軍で微妙な態度をとったり、イスラム側と和議を結ぶなどしたことにより、教皇とは激しく対立し、何度も破門を受け、対立王を立てられた。
フェデリーコの死後、シチリア王国は息子たちが後を継いだが、フランス国王ルイ9世の弟でアンジュー＝シチリア家の祖となるアンジュー伯シャルルが教皇の要請を受けて征服した。

### ナポリ王国の成立とイベリア系王朝の支配
シャルルはカルロ1世としてシチリア王位に就いたが、シチリアの民衆には不評で、1282年にシチリアの晩祷事件が発生し、シャルルはシチリア島を脱出した。その後のシチリア晩祷戦争を経て、シチリア島はバルセロナ家のアラゴン国王ペドロ3世が獲得し、シチリア王国はシチリア島の領土と半島側のナポリ王国とに分裂した。ペドロ3世の息子たちの間でアラゴンとシチリアの王位は分割相続された。
1302年、分裂状態の2国にカルタベッロッタの和平が成立し、シチリア島側はトリナクリア王国を称するようになった。フェデリーコ2世はローマ教皇やナポリ王国によるシチリア併合の企てを阻止した。
1409年にマルティーノ1世が後継者を残さずに没し、王位を継いだその父、アラゴン国王マルティン1世も1410年にやはり後継者を残さずに没した後、トラスタマラ家のフェルナンド1世が1412年にカスペの妥協でアラゴンとシチリアの王に選ばれるが、フェルナンドはシチリアには総督を置いた。その孫フェルナンド2世の時代にアラゴンとカスティーリャが連合してスペイン王国が事実上成立するが、フェルナンド2世はシチリアに加えて、すでにトラスタマラ家の支流が支配していたナポリ王国も再征服した。
その後、ハプスブルク家がスペインを治めた時代まで通じて、シチリアはスペインの支配下に置かれた。

### スペイン継承戦争後
スペイン・ハプスブルク家が断絶した後、ブルボン家のフェリペ5世がスペイン国王に即位するが、1702年にスペイン継承戦争が始まり、シチリア島の領有も争われた。
1713年、ユトレヒト条約でシチリア島はサヴォイア公ヴィットーリオ・アメデーオ2世の手に渡り、サヴォイア家がシチリア王位を得た。1718年、旧領回復を目指すスペインが、サルデーニャ島に次いでシチリアにも侵攻（四国同盟戦争）。戦後の1720年、ヴィットーリオ・アメデーオ2世はシチリア王国をオーストリア・ハプスブルク家のカール6世に割譲した（この代償として、サヴォイア家はオーストリアからサルデーニャ島を割譲され、サルデーニャ王を称した）。ナポリとシチリアはまたもや同じ支配者が治めるところとなった。

### ナポリ・シチリアのブルボン朝
ポーランド継承戦争の結果、1735年にフェリペ5世の息子パルマ公カルロがナポリ国王カルロ7世及びシチリア国王カルロ5世として即位した。カルロは1759年にスペイン国王カルロス3世として即位する際、三男フェルディナンドにナポリとシチリアの王位を譲った。フェルディナンド3世は1799年、ナポリ王国をナポレオン勢力に奪われ、イギリスの庇護の元シチリアに避難した。ナポリはフランス勢力によってパルテノペア共和国となるが短命に終わりブルボン朝のナポリ王国に復帰。シチリアはウィリアム・ベンティンク卿の主導するイギリス軍の影響下のまま地中海における対ナポレオン基地となり、政治的にもイギリスの立憲君主制の影響を大きく受けた。1806年から1814年までイギリスの占領下にあった。この時期に議会は両院制を採用し、王国の封建制度の終焉を迎えた。
1815年にナポレオンが敗北し、フェルディナンド3世はシチリア王国の歴史とその後の改革をすべて廃止。1816年にナポリとシチリアの王位を統合し、ナポリを首都とする両シチリア王国を成立させ、両シチリア国王フェルディナンド1世となった。シチリアの住民はこれまで数世紀以上にわたって王国を築いていた伝統を蹂躙されたことに反発し抵抗したが、1820年にナポリ軍とオーストリアの連合勢力に排除された。これ以来シチリアに王宮は置かれていない。1848年-1849年に再びシチリア革命が起きるが、メッシーナを5日間爆撃し「爆弾王」とあだ名が付けられた両シチリア国王フェルディナンド2世によって排除された。シチリアの市民と指導者階級はナポリとブルボン家に対し強い反発を抱いたことで、シチリアにおける圧政はより厳しいものとなっていった。

### イタリア王国と統一
1860年4月、王家に対する新たな反乱が勃発。ピエモンテ出身の首相カブールの支援を受けたジュゼッペ・ガリバルディは赤シャツ隊（千人隊）を指揮しジェノヴァからマルサラに5月上陸し、この反乱を支援した。ガリバルディはサルデーニャ国王ヴィットーリオ・エマヌエーレ2世の名のもとにシチリアでの実権を握ると宣言。カラタフィーミの戦いで赤シャツ隊はパレルモを確保した。両シチリア王国のフランチェスコ2世が勢力を維持しようとするもガリバルディに実権を握られ、1860年6月25日にフランチェスコ2世は立憲君主制への転換を図り、立憲政府を発足させ、このとき赤白緑の三色旗を国旗として受け入れた。1860年10月21日にイタリア統一に関する国民投票が行なわれ、99％の賛成票で可決された。

## 経済
ノルマン朝のもと、他所からの移住者と領内の再定住者を使っての農業生産力の向上が進められた。また王国の主な収入としてはナポリ、アマルフィといった海港都市からの輸出品が挙げられる。主な輸出品は穀物であり、他には豆類、材木、オリーブ油、ベーコン、チーズ、皮革、獣皮、麻、服飾がある。12世紀末までには南部のメッシーナのこれら開港都市としての発展も見られる。
王国の主な取引先にはジェノヴァ、ピサ、東ローマ帝国、エジプト（ファーティマ朝）が挙げられる。中でもジェノヴァとの様々な協約は国の商業力の保証と強化に役立った。しかし、アンジュー朝期に進展した封建制は逆に経済力の低下に繋がった。またアンジュー朝はフィレンツェの銀行員ら北イタリアの経済と金融に依存したため、これもまた国の経済を悪化させた。これら経済の失速とともに人口増加と都市化が進展した結果、農業力を発展させようというモチベーションは低減していくこととなった。

## 貨幣

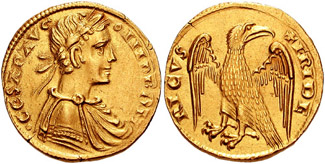
メッシーナのアウグスターレ金貨の一例

シチリアでは、12世紀のノルマン王朝は913年からタリ金貨を基礎貨幣として使用してきた。1タリは金1グラム、16+1⁄3カラットの金であった。アラブのディナール金貨も4タリの価値として、東ローマ帝国のソリドゥス金貨は6タリの価値であった。シチリア王国では、1オンザ = 30タリまたは5フローリンであった。1タリ = 20グラナであった。1グラナ = 6デナリであった。1140年以降、ロメシナ銅貨の流通が停止され、フォラーロ銅貨が導入された。24フォラーロ = 1東ローマ帝国ミリアレンセであった。
1231年にチュニジア人を敗走させたあと、シチリア王でもあったフリードリヒ2世（フェデリコ2世）はアウグスターレ金貨を鋳造。21+1⁄2カラットで重さ5.28グラムであった。1490年、シチリアではトリオンフォ金貨が鋳造された。ヴェネツィア共和国ドゥカートと同価で、1トリオンフォ = 11+1⁄2アクイーラであった。1アクイーラ = 20グラナの価値があり、交易には主にタリ金貨やピチューリが使用された。